# Jakob Sajevic
Jakob Sajevic, slovenski kovač, član organizacije TIGR in sodelavec narodnoosvobodilne borbe, * 13. april 1903, Hruševje, † 29. april 1956, Hruševje.
Oče mu je bil Jakob, mati mu je bila Marija (rojena Milharčič). V očetovi kovačiji se je izučil za kovača. Kljub težkemu življenju v mladosti je postal zaveden Slovenec. Zatiranje in nasilno potujčevanje sta ga gnala v boj proti fašizmu. Na Postojnskem in Pivškem je ostal v spominu kot ena vodilnih osebnosti v ilegalnem boju. Bil je povezan z najbolj znanimi organizatorji TIGR-a. Od spomladi 1928 dalje so mu oborožene trojke iz Jugoslavije prinašale ilegalno gradivo, katerega je potem raznašal po okoliških vaseh, sam pa iz Italije v Jugoslavijo vodil bežeče antifašiste. Na domu je imel večkrat policijske preiskave. Leta 1937 je bil aretiran in konfiniran ter kmalu nato izpuščen. Leta 1940 je bil z drugimi obtoženci na 2. tržaškem procesu 8. mesecev zaprt v Trstu ter nato poslan v internacijsko taborišče na otok Ventotene (Pontinsko otočje). Po ugodno rešeni prošnji za premestitev je bil nato prestavljen v Pestecci in kasneje  v Rezzo od koder je ob kapitulaciji Italije 15. septembra 1943 pobegnil. Pri Trstu so ga ujeli Nemci in odpeljali v Berlin. Tu je neozdravljivo zbolel, zato so ga Nemci poslali v Bergamo (Italija), kjer pa so prav tako ugotovili, da je neozdravljivo bolan in ga poslali v domačo oskrbo. V Hruševje se je vrnil 8. avgusta 1944, se povezal z narodnoosvobodilno borbo, postal član okrajne gospodarske komisije, tajnik OF ter  poveljnik Narodne zaščite. Jeseni 1944 je bil sprejet v Komunistično partijo Slovenije. Po osvoboditvi je bil tajnik krajevnega narodnoosvobodilnega odbora.